# 昆伯勒
昆伯勒（Queenborough）是英國東南英格蘭肯特郡謝佩島的一個小鎮，位於施爾尼斯以南2英里處。據2001年英國人口普查，昆伯勒民政教區有人口3,471人。現在當地仍保留有18世紀風情。